# Francis Jammes
Francis Jammes (født 2. december 1868 i Tournay, Hautes-Pyrénées, død 1. november 1938 i Hasparren, Pyrénées-Atlantiques) var en fransk digter.
Jammes, der var af kreolsk herkomst, har udgivet digtsamlingerne Vers (1894), De l'Angelus de l'aube à l'Angelus du soir (1898), Le deuil des primevéres (1901), Le triomphe de la vie (1902), Clairières dans le ciel (1906), L'église habillée de feuilles (1906), Poèmes mesurés (1908) og Rayons de miel (1908). I metrisk og rytmisk henseende er Jamme en fornyer, der bryder med alle overleverede regler; en sjælden naturoprindelighed, en rørende inderlighed i følelsen, skønhedslængsel og erindringsvemod præger hans digte. På prosa har han udgivet La jeune fille nue (1899), Clara d'Ellébeuse, ou l'histoire d'une ancienne jeune fille (1899), Almaide d'Etremont, ou l'histoire d'une jeune fille passionnée (1901), Le roman du lièvre (1903), Pomme d'Anis, ou l'histoire d'une jeune fille infirme (1904), Pensée des jardins (1906) og flere. Af Jammes' senere digtsamlinger må særlig fremhæves Georgiques chrétiennes (1911), La Vierge et les Sonnets (1919), Les Quatrains (1923) og endelig den bedårende La France poétique (1926). Hans romaner præges stærkere og stærkere af hans baskiske hjemstavn. Le Cure d'Ozeron (1918), Cloches pour deux Mariages (1924), hvori han priser det kristelige offersind og den åndeliggjorte kærlighed mellem kønnene. Les Robinsons basques (1925) slutter rækken af hans hjemstavnsromaner, som har vundet et stort publikum for ham.